# Jetlag
 Der er for få eller ingen kildehenvisninger i denne artikel, hvilket er et problem. Du kan hjælpe ved at angive troværdige kilder til de påstande, som fremføres i artiklen.

Jetlag er et udtryk for den fysiologiske reaktion, der indtræffer, når man ændrer kroppens døgnrytme ved hurtigt at rejse gennem flere tidszoner.
Fænomenet opstår, når man flyver fra øst mod vest eller omvendt, men ikke nord-syd, da man flyver inden for nogenlunde den samme tidszone. Det er som regel værst, når man rejser fra vest til øst, da det er sværere at falde i søvn, end det er at holde sig vågen, når man flyver den anden vej.[kilde mangler]
Det maksimale jetlag, man kan blive udsat for, er 12 timer.[kilde mangler] Det betyder at hvis man flyver fra Los Angeles til Hongkong med en tidsforskel på 16 timer, er det reelt kun 8 timer, ligesom hvis man fløj fra Los Angeles til London.

## Typiske tegn på jetlag
- Træthed
- Desorientering
- Kvalme
- Hovedpine
- Søvnløshed eller meget skiftende søvnrytme
- Dehydrering og manglende appetit
- Irritation